# 宽药隔玉凤花
宽药隔玉凤花（学名：Habenaria limprichtii）为兰科玉凤花属下的一个种。

## 扩展阅读
維基物種上的相關：宽药隔玉凤花